# Europawahl in Slowenien 2004
Die Europawahl in Slowenien 2004 fand am Sonntag, dem 13. Juni 2004 statt. Sie war die erste Direktwahl zum Europäischen Parlament in Slowenien und wurde im Rahmen der EU-weit stattfindenden Europawahl 2004 durchgeführt. In Slowenien wurden sieben der 732 Sitze im Europaparlament besetzt.

## Ergebnis
| Listen                                              | Listen                                                                                      | Stimmen   | %    | Mandate |
| --------------------------------------------------- | ------------------------------------------------------------------------------------------- | --------- | ---- | ------- |
|                                                     | Neues Slowenien (NSi)                                                                       | 102.753   | 23,6 | 2       |
|                                                     | Liberaldemokratie Sloweniens und Demokratische Pensionistenpartei Sloweniens (LDS in DeSUS) | 95.489    | 21,9 | 2       |
|                                                     | Slowenische Demokratische Partei (SDS)                                                      | 76.945    | 17,7 | 2       |
|                                                     | Vereinigte Liste der Sozialdemokraten (ZLSD)                                                | 61.672    | 14,1 | 1       |
|                                                     | Slowenische Volkspartei (SLS)                                                               | 36.662    | 8,4  | –       |
|                                                     | Slowenische Nationale Partei (SNS)                                                          | 21.883    | 5,0  | –       |
|                                                     | Slowenien gehört uns (SJN)                                                                  | 17.930    | 4,1  | –       |
|                                                     | Partei der Jugend (SMS) – Grüne Sloweniens (ZS)                                             | 10.027    | 2,3  | –       |
|                                                     | Stimme der slowenischen Frauen (GS)                                                         | 5.249     | 1,2  | –       |
|                                                     | Partei der Umweltbewegung Sloweniens (SEG)                                                  | 2.588     | 0,6  | –       |
|                                                     | Nationale Arbeiterpartei (NSD)                                                              | 2.022     | 0,5  | –       |
|                                                     | Partei der slowenischen Nation (SSN)                                                        | 1.386     | 0,3  | –       |
|                                                     | Demokratische Partei Sloweniens (DS)                                                        | 1.263     | 0,3  | –       |
| Gesamt                                              | Gesamt                                                                                      | 435.869   | 100  | 7       |
|                                                     |                                                                                             |           |      |         |
| Ungültige Stimmen                                   | Ungültige Stimmen                                                                           | 25.938    | 5,6  |         |
| Wähler                                              | Wähler                                                                                      | 461.807   | 28,4 |         |
| Wahlberechtigte                                     | Wahlberechtigte                                                                             | 1.628.918 |      |         |
|                                                     |                                                                                             |           |      |         |
| Quellen: Državna volilna komisija: Stimmen, Mandate |                                                                                             |           |      |         |

## Fraktionen im Europäischen Parlament
| Liste/Partei                   | Liste/Partei                          | Liste/Partei                          | Liste/Partei                          | Mandate | Fraktion |
| ------------------------------ | ------------------------------------- | ------------------------------------- | ------------------------------------- | ------- | -------- |
|                                | Neues Slowenien                       | Neues Slowenien                       | Neues Slowenien                       | 2 / 7   | EVP-ED   |
|                                | LDS – DESUS                           |                                       | Liberaldemokratie Sloweniens          | 2 / 7   | ALDE     |
|                                | LDS – DESUS                           | Slowenische Demokratische Partei      | 2 / 7                                 | EVP-ED  |          |
|                                | Vereinigte Liste der Sozialdemokraten | Vereinigte Liste der Sozialdemokraten | Vereinigte Liste der Sozialdemokraten | 1 / 7   | SPE      |
|                                |                                       |                                       |                                       |         |          |
| Quelle: Europäisches Parlament |                                       |                                       |                                       |         |          |

## Gewählte Abgeordnete
- Ljudmila Novak (Neues Slowenien)
- Lojze Peterle (Neues Slowenien)
- Mihael Brejc (Slowenische Demokratische Partei)
- Romana Jordan Cizelj (Slowenische Demokratische Partei)
- Borut Pahor (Socialni demokrati, ausgeschieden am 21. Oktober 2008); Nachrücker: Aurelio Juri
- Mojca Drčar Murko (Liberaldemokratie Sloweniens)
- Jelko Kacin (Liberaldemokratie Sloweniens)